# Xulumo
Xulumo är en ort i Mexiko.   Den ligger i kommunen Aldama och delstaten Chiapas, i den sydöstra delen av landet, 700 km öster om huvudstaden Mexico City. Xulumo ligger 1 903 meter över havet och antalet invånare är 135.
Terrängen runt Xulumo är kuperad åt sydost, men åt nordväst är den bergig. Runt Xulumo är det ganska tätbefolkat, med 166 invånare per kvadratkilometer. Närmaste större samhälle är El Bosque, 16,6 km norr om Xulumo. Omgivningarna runt Xulumo är en mosaik av jordbruksmark och naturlig växtlighet.